# 神様クラブ
神様クラブ（かみさまくらぶ、2016年 - ）は、日本の音楽ユニット。
“全知全能カルチャーセンターにて”
2016年1月1日に結成。作詞作曲・ミックスをボーカルの陽、トラックメイキングを周が担当。
結成から約半年後に、術の穴主催のコンピレーションアルバム「HELLO!!!vol.9」に参加。
2017年5月、PURRE GOOHNから『ワンダホ』をリリース。
2018年よりワンマンライブ「トランポリン」シリーズを開始。
2019年6月に自主レーベルから『((JURA))』をリリース。

## 経歴
2016年1月　作詞作曲・ミックスの陽とトラックメーカーの周で結成。
2016年6月　術ノ穴主催のコンピレーションアルバム「HELLO!!!vol.9」に参加。
2017年5月　PURRE GOOHNより1stEP「ワンダホ」をデジタルリリース。
2019年6月　自主レーベルより2ndEP「((JURA))」をデジタルリリース。

## ディスコグラフィー

### EP
- ソル 完全版(2017年）
- ソル 海賊版(2017年）
- ワンダホ (2017年) [2]
- ボム 完全版(2018年）
- ボム 海賊版(2018年）
- ((JURA))(2019年)